# Aberthin
Aberthin és una petita vila situada al county borough de Bro Morgannwg, Gal·les. Es troba just als afores d'Y Bont-faen, a De Cymru, al nord d'una vall poc profunda, molt a prop de la carretera A48. La Cowbridge Comprehensive School es troba just al sud-oest de la vila.
A 250 metres al sud hi ha una antiga pedrera plena d'oòlits de color gris. Aberthin és també el nom d'un rierol, el Riu Aberthin. A la vila hi havia una estació de tren que va estar operativa entre 1905 i 1920, però actualment és un camp a l'oest d'Aberthin.

## Etimologia
En anglès es pronuncia posant accent a la segona síl·laba, a diferència de la majoria de noms gal·lesos que comencen per Aber. Molts dels habitants d'Aberthin pronuncien la e com si fos una u allargada. Aparentment, el nom és una derivació del nom del rierol, Nant i Berthyn.

## Elements destacables

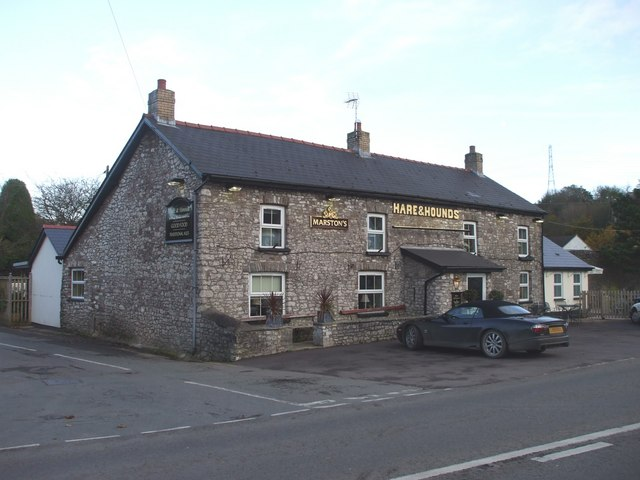
El pub "The Hare & Hounds"

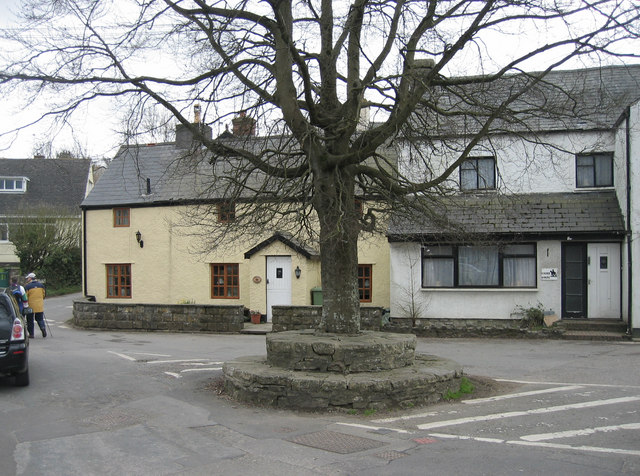
Vista d'Aberthin

No hi ha botigues, però hi ha dos Pubs, un Ajuntament, que quan va ser construït el 1749 era la segona edificació metodista calvinista de Gal·les, i un arbre notable al mig de la rotonda. L'església metodista i la vila van ser visitats el 1746 per Howell Harries, i va ser a l'església on Peter Williams va fer un discurs que va provocar que fos repudiat pels metodistes. Cases de l'àrea inclouen la Llansannor Court i la Great House.

## Cultura
El comitè de la vil·la organitza molts esdeveniments durant l'any, com ara la cursa d'ànecs (on ànecs grocs de plàstics són deixats al rierol perquè els arrossegui el corrent), una foguera i focs artificials (celebrats als Downs amb vistes del poble), nits de concursos, art amateur, balls al graner i, durant el Dia de la Vil·la, es realitza una barbacoa, amb música en directe i una exposició canina.